# Новикова, Инна Семёновна
Инна Семёновна Новикова (род. 27 июля 1964, Омск) — российский журналист, главный редактор и генеральный директор интернет-медиахолдинга «Правда.ру». 

## Биография
Родилась 27 июля 1964 года в Омске. В 1988 году окончила факультет журналистики МГУ имени М. В. Ломоносова, отделение газетного дела. Среди её однокурсников — Андрей Туманов, Аркадий Мамонтов, Андрей Колесников, Ашот Габрелянов, Евгения Басова, Константин Михайлов.
После окончания университета работала корреспондентом в газетах «Молодой сибиряк», «Московская правда» и «Правда». В 1990-е годы занималась связями с общественностью, работая пресс-секретарём депутатских объединений «Новая региональная политика» и «Регионы России», а также в коммуникационных структурах компаний «Ренессанс-капитал» и РАО ЕЭС.
С 2000 года возглавляет интернет-медиахолдинг «Правда.Ру», выступая одновременно генеральным директором и главным редактором. Под её руководством был создан ряд редакционных проектов, включая Lady.Pravda.Ru (женская тематика), MedPulse (медицинские новости), англоязычная и военная редакции портала. В интервью газете «Коммерсантъ» Новикова отмечала, что портал стал идейным наследником советской газеты «Правда», сохранив идеологическую направленность, но адаптировавшись под цифровую эпоху.
Новикова принимала участие в ребрендинге медиахолдинга, включая изменение управленческой команды и визуальной идентики. Об этом она рассказывала в комментарии для портала Advertology, а также в интервью для издания Sostav.ru, говоря о значении нового логотипа.

## Журналистская деятельность
Специализируется на политической, общественной и международной журналистике, автор и ведущая интервью с представителями элиты в различных сферах. В интервью изданию „Комсомольская правда“ деятельность медиахолдинга сравнивалась с работой АПН в советский период.
В сентябре 2013 года стала медиапосредником публикации статьи сенатора США Джона Маккейна на портале Pravda.Ru — в ответ на материал Владимира Путина в The New York Times. Новикова дала разъяснения телеканалу «Дождь», а также выступила в комментарии для BBC.
В 2018 году модерировала сессию «Масс-медиа: информационные технологии и социальный диалог» на медиафоруме в Якутске. В 2019 году вошла в экспертный совет премии Move Realty Awards в сфере недвижимости. Также она принимала участие в телевизионной программе «Женщина третьего тысячелетия», где обсуждались вопросы женского лидерства и медиа. В рамках международного сотрудничества подписала партнёрское соглашение с редакцией Vesti.Az, о чём сообщалось на портале Sputnik Азербайджан.
С 2012 года Инна Новикова ведёт авторские проекты «Клуб главного редактора» — цикл интервью с известными общественными деятелями, учёными, политиками, военными и представителями культуры, а также «Необычная неделя», в которой известные эксперты комментируют прошедшие события. Обе программы публикуются на сайте «Правда.Ру» и включают более 500 выпусков, в том числе с Владимиром Жириновским, Валерием Шанцевым, Игорем Касатоновым и многими другими. Некоторые программы «Необычной недели» вела совместно со своими однокурсниками Андреем Тумановым и Аркадием Мамонтовым.

## Общественная деятельность
С 2023 года входит в состав Экспертного совета при Совете при Президенте Российской Федерации по делам казачества как главный редактор «Правды.Ру».

## Семья
Супругом Инны Новиковой является журналист и медиаменеджер Вадим Горшенин. У них трое детей.